# Montgaillard (Aude)
Montgaillard es una comuna francesa situada en el departamento del Aude, en la región de Occitania.

## Demografía
| 57 | 44 | 37 | 34 | 51 | 51 | 38 |
| Para los censos de 1962 a 1999 la población legal corresponde a la población sin duplicidades (Fuente: INSEE [Consultar]) |    |    |    |    |    |    |